# 嘉慧園
嘉慧園（英語：Grenville House）是香港一個豪宅屋苑，位於香港島中西區中半山馬己仙峽道1至3號，背靠梅道。香港首任行政長官董建華因拒絕遷入前港督府，故以其一直居住的嘉慧園作為官邸。
嘉慧園於1971年落成，共有10座樓宇，由A至J排列，樓高12層，共設120個單位，單位面積介乎3,400至3,700平方呎。
嘉慧園的著名業主除了曾任行政長官的董建華之外，還包括藝人顧紀筠、全國政協副主席霍英東家族、恒生銀行創辦人何添家族，以及前行政會議成員范鴻齡等。還有已故前政協副主席安子介、東亞銀行副行政總裁李民斌、前任香港商務及經濟發展局局長馬時亨，恆基集團主席李兆基住了十多年。
2021年8月，土地註冊處資料顯示，董建華以1.6億元購入低層C室的單位和車位，單位實用面積3335方呎、實呎47,976元。發言人指單位在他擔任特首時，由政府租入供特首使用。董建華2005年卸任後，繼續租用作私人用途。

## 公共交通
專線小巴